# São João da Varjota
São João da Varjota is een gemeente in de Braziliaanse deelstaat Piauí. De gemeente telt 4.965 inwoners (schatting 2009).